# Gérald Darmanin
Gérald Moussa Darmanin (Valenciennes, 11 oktober 1982) is een Frans politicus en sinds juli 2020 minister van Binnenlandse Zaken in de Franse regering. Eerder was hij minister van Begroting in de regeringen van Édouard Philippe (2017–2020) en burgemeester van Tourcoing.

## Levensloop
Gérald Darmanin stamt uit een bescheiden gezin. Zijn vader Gerard had een bar in Valenciennes, zijn moeder Annie Ouakid was schoonmaakster bij de Franse Nationale Bank. Zijn grootvader was een Jood uit Malta. Zijn grootvader langs moederszijde, Moussa Ouakid (°1907), was adjudant bij de Algerijnse harkis. Tijdens de Tweede Wereldoorlog werd hij gevangengenomen, maar kon ontsnappen en nam deel aan de bevrijding van Frankrijk. Hij vocht vervolgens in het Franse leger tijdens de Algerijnse Oorlog.
Darmanin volgde voortgezet onderwijs aan een katholiek lyceum in Parijs. Vervolgens promoveerde hij in de rechten. Hij is gediplomeerde van Sciences Po.

### Eerste politieke jaren
Darmanin was zestien toen hij zich aansloot bij de RPR en werd later lid van het bestuur van de jongerenafdeling van deze partij. Tijdens zijn studie in België werd hij parlementsmedewerker bij Jacques Toubon in het Europees Parlement. Bij de omvorming van de RPR tot UMP in 2003 was hij hierover zeer kritisch en werd zoals de meeste jongeren uit de RPR naar de zijlijn geduwd.
Zowel bij de nationale parlementsverkiezingen van 2007 als bij de gemeentelijke verkiezingen in Tourcoing van 2008 was Darmanin campagneleider van volksvertegenwoordiger Christian Vanneste. Na diens vertrek werd Darmanin zelf gemeenteraadslid voor de UMP in de gemeenteraad van Tourcoing. In 2010 werd hij bovendien verkozen in de Conseil Régional van de regio Nord-Pas-de-Calais.
Darmanin werd in 2010 een naaste medewerker van David Douillet, die later staatssecretaris voor Fransen in het buitenland en aansluitend minister van Sport werd. In 2012 werd hij kabinetschef van Douillet.

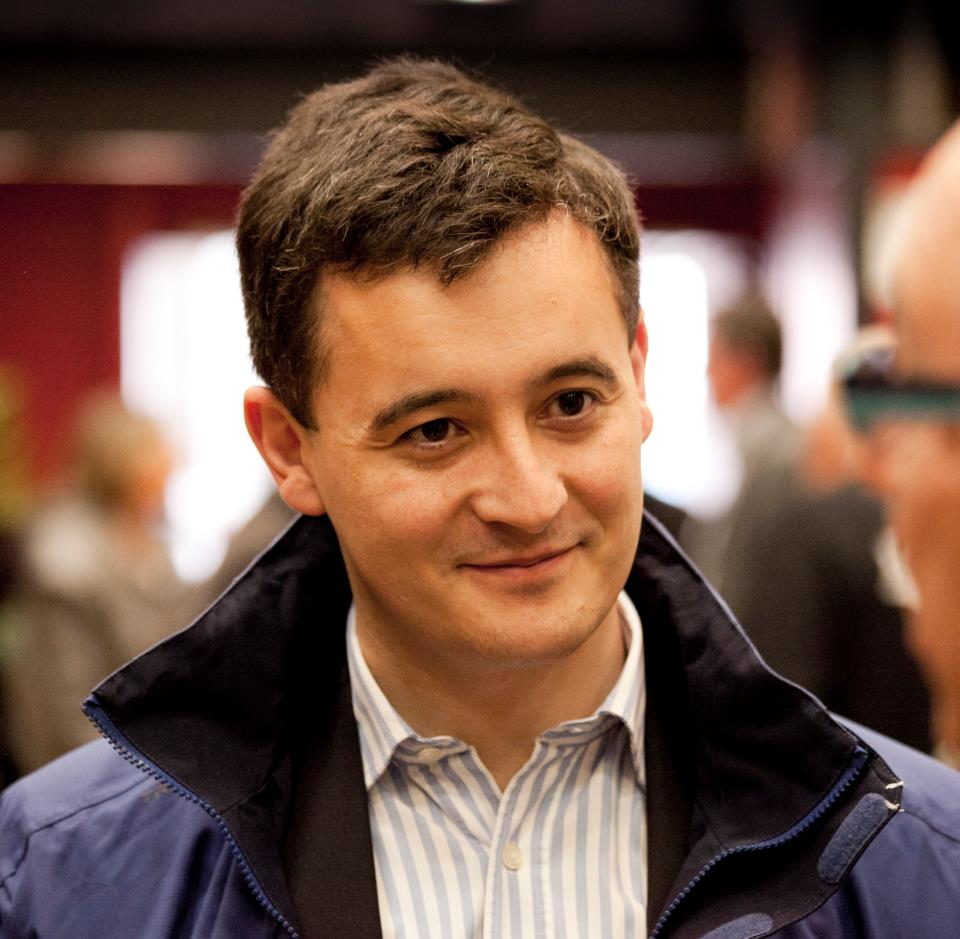
Darmanin in 2013

### Volksvertegenwoordiger
In juni 2012 werd Darmanin verkozen tot volksvertegenwoordiger voor het departement du Nord en was daarmee een van de jongste van de assemblée. In juli 2012 kwam hij in het nieuws toen hij de minister van Sport, Valérie Fourneyron, interpelleerde met de vraag de hoofddoek te verbieden in de voetbalstadia, in overeenstemming met een beslissing van de FIFA. Later noemde hij de gendertheorie een complete absurditeit, waartegen men zich onvoorwaardelijk moet verzetten; dit nadat ouderverenigingen opriepen om hun kinderen weg te halen uit scholen die de gendertheorie verspreidden.
In maart 2014 won Darmanin de gemeenteverkiezingen in Tourcoing en werd hij maire. Hij zou dit ambt ruim drie jaar bekleden.
Vanaf september 2014 werd hij woordvoerder in het campagneteam dat Nicolas Sarkozy steunde voor het voorzitterschap van de UMP. Eerder, in de herfst van 2012, stond hij nog achter de kandidatuur van Xavier Bertrand voor het voorzitterschap van de partij. Toen die het niet haalde, werkte hij samen met François Fillon. Nadat Sarkozy de verkiezing gewonnen had, werd Darmanin tot adjunct-secretaris-generaal benoemd en belast met de organisatie van verkiezingen. Hij werd ook campagneleider voor Xavier Bertrand bij de regioverkiezingen in 2015. Hij werd zelf ook verkozen en verliet daarop het parlement.
Darmanin werd vicevoorzitter van de regionale raad voor Hauts-de-France en werd belast met verkeer, infrastructuur, internationale betrekkingen, toerisme en communicatie. Hij had toen kritiek op de entourage van en de aangewende methodes door Nicolas Sarkozy, en nam ontslag uit de nationale leiding van zijn partij. Nadat de UMP werd omgedoopt in Les Républicains, steunde hij Sarkozy nochtans opnieuw en werd in 2016 zijn campagnecoördinator voor de voorverkiezingen van de partij, in het vooruitzicht van de presidentsverkiezingen van 2017. Nadat François Fillon deze verkiezing had gewonnen, werd Darmanin adjunct-secretaris-generaal van de partij, in samenwerking met Annie Genevard. Begin maart 2017 weigerde hij de kandidatuur van Fillon verder te steunen en nam ontslag als adjunct-secretaris-generaal.

### Ministerschappen en rechtszaak
Op 17 mei 2017 werd Darmanin minister van Begroting (ministre de l'Action et des Comptes publics) in de eerste regering-Philippe, een functie die hij behield in de later dat jaar aangetreden regering-Philippe II. Zijn aanstelling kon niet rekenen op goedkeuring van zijn partij Les Républicains, waarop hij samen met Bruno Le Maire door de partij werd uitgesloten. Vervolgens sloot hij zich aan bij de regeringspartij En Marche van president Emmanuel Macron.
Op 6 juli 2020 werd Darmanin minister van Binnenlandse Zaken in de regering-Castex. Deze benoeming stuitte op grote protesten, aangezien Darmanin sinds 2017 verdacht wordt van een verkrachting die in 2009 zou hebben plaatsgevonden. De zaak was aanvankelijk verworpen, maar in de lente van 2020 werd toch een nieuw onderzoek ingesteld. Darmanin doet de beschuldigingen af als laster en beweert dat er tijdens de intimiteiten met de betreffende vrouw sprake was van wederzijdse toestemming. Ook noemde hij de aanklacht 'politiek gemotiveerd'.
Darmanin behield zijn functie als minister van Binnenlandse Zaken toen in mei 2022 een nieuwe regering aantrad onder leiding van Élisabeth Borne. Toen deze regering kort daarop (op 4 juli 2022) een doorstart maakte, werd Darmanin tevens benoemd tot minister van Overzeese Gebiedsdelen. Beide functies bekleedt hij ook in de regering-Attal, die sinds 2024 aan de macht is.
- Bibliothèque nationale de France: cb17717828t (data)
- Gemeinsame Normdatei: 1150307374
- International Standard Name Identifier: 0000 0004 6463 7318
- Library of Congress Control Number: n2018024405
- Système universitaire de documentation: 228776074
- Virtual International Authority File: 26152079056207110465